# 埃内斯托·克里斯塔尔多
埃内斯托·克里斯塔尔多（西班牙語：Ernesto Cristaldo，1984年3月16日—），巴拉圭男子足球运动员，司职中场。他曾代表巴拉圭国奥队参加2004年夏季奥林匹克运动会足球比赛，获得一枚银牌。